# Falcunculidae
Famille
Genre
Les Falcunculidae sont une famille monotypique de passereaux. Elle n'est constituée que d'un seul genre (Falcunculus) et de trois espèces :
- Falcunculus whitei Campbell, 1910 — Falconelle de White ;
- Falcunculus leucogaster Gould, 1838 — Falconelle à ventre blanc ;
- Falcunculus frontatus (Latham, 1801) — Falconelle à casque ;

## Taxinomie
Selon Zoological Nomenclature Resource, la famille des Falcunculidae a été créée en 2008 par les ornithologues Les Christidis et Walter Earl Boles (d).